# Sx̌ʷəx̌ʷnitkʷ Provincial Park
Der Sx̌ʷəx̌ʷnitkʷ Provincial Park (Okanagan Falls) ist ein rund 2 Hektar großer Provincial Park in der kanadischen Provinz British Columbia, welcher bis 2015 noch Okanagan Falls Provincial Park hieß. Der Park gehört zu den zehn kleinsten Provincial Parks in British Columbia und liegt am westlichen Rand von Okanagan Falls, im Regional District of Okanagan-Similkameen. Von der Ansiedlung wird der Park durch den Okanogan River getrennt.
In der Sprache der Okanagan bedeutet der Name Kleine Fälle und ist in Verbindung mit den Kettle Falls zu sehen, da dies beides wichtige Fangstellen für Lachse im Gebiet der Okanagan waren.
In seiner Nähe, am Ufer des Skaha Lake, liegt der Christie Memorial Provincial Park.

## Anlage
Der Park soll die Okanagan Falls schützen und ist ein Schutzgebiet der Kategorie II (Nationalpark).

## Geschichte
Der Park gehört zu den älteren der noch bestehenden BC Provincial Parks und wurde im Jahr 1956 eingerichtet. Im Jahr 2015 wurde der Park umbenannt und wird seitdem gemeinsam mit der Osoyoos Indian Band, einer Gruppe First Nations vom Volk der Okanagan, verwaltet.

## Flora und Fauna
Wegen der geringen Größe des Parks ist eine Einordnung in das Ökosystem von British Columbia problematisch. Der Park wird der Very Dry Hot Subzone innerhalb der Bunchgrass Zone zugeordnet.

## Aktivitäten
Der Park ist ein beliebtes Ziel für Reisenden auf dem nahegelegenen Okanagan Highway. Er bietet 25 Stellplätze für Zelte oder Wohnmobile und verfügt über einfache Sanitäranlagen.